# Idaea carellia
Idaea carellia är en fjärilsart som beskrevs av Druce 1892. Idaea carellia ingår i släktet Idaea och familjen mätare. Inga underarter finns listade i Catalogue of Life.